# Фотографии (Microsoft)
Фотографии (Майкрософт) (англ. Microsoft Photos, Story Remix) — программа для просмотра изображений, видео-редактор, сортировщик фотографий, редактор растровой графики и приложение для раздачи фотографий, включённое в состав Windows 8, Windows 8.1, Windows 10 и Windows 11.
«Фотографии» имеет интеграцию с Microsoft Sway и может использовать выбранные фотографии в качестве источника для создания проекта Sway. Приложение также может загружать фотографии в OneDrive, Facebook, Twitter, Instagram и GroupMe с целью раздачи.

## Внешний вид
Интерфейс программы позволяет открыть только одно окно.
«Фотографии» предоставляет возможность сортировать фотографии в галерее путём их выбора и упорядочивания по альбомам. По умолчанию используется вид «Коллекция», который сортирует фотографии по дате. Пользователи также могут просматривать элементы в вариантах «Альбом» или «Папка». В представлении «альбом» отображаются как автоматически созданные, так и созданные пользователем альбомы. В представлении «папки» отображаются файлы на по их местоположению в «Проводнике». Пользователь может выбрать, какие папки отображать.
Пользователи могут выбирать, какие папки отображаются и какие файлы помещаются в альбомы. Также возможно видеть занятое место и файлы в OneDrive, используя раздел «Параметры».

## Редактирование фотографий
«Фотографии» предоставляет базовые возможности растрового графического редактора, такие как:
- Коррекция экспозиции или цвета;
- Изменение размера;
- Обрезка;
- Удаление «эффекта красных глаз»;
- Удаление «пятен»;
- Удаление «шумов».

Пользователи могут редактировать фотографии с помощью боковой панели, аналогичной той, которая находится в Google Фото и позволяет корректировать тени, блики, резкость и задавать фильтры. Кроме того, «Фотографии» также позволяет пользователям обрезать, замедлять и сохранять фотографии из видео.
Технология редактирования фотографий разработана Microsoft Research, включая создание панорам, размытие фотографий. AutoCollage не включён в приложение «Фотографии». Также нет возможности изменить размер нескольких фотографий одним действием.
В отличие от «Фотогалереи», которая автоматически сохраняет изменения, «Фотографии» сохраняет только тогда, когда пользователь нажимает кнопку «Сохранить» или «Сохранить как». Кроме того, «Фотографии» позволяет пользователям сравнивать исходный файл с файлом с несохранёнными изменениями и сохранять фотографию с другим именем и местоположением.

## Импорт видео и фотографий
Инструмент импорта фотографий и видео даёт возможность просматривать и выбирать фотографии, которые автоматически сгруппированы по дате съёмки и выбрать, где сохранить.
«Фотографии» может отображать отдельные снимки, все снимки в папке в виде слайд-шоу, поворачивать их с шагом в 90 градусов или с помощью гранулированного элемента управления, печатать их напрямую или через службу онлайн-печати, отправлять их по электронной почте или сохранять их в папку или на диск.

## Развитие
Приложение «Фотографии» разработано на отдельной кодовой базе, отличной от «Средства просмотра фотографий Windows» и «Фото-галереи». Изначально оно появилось в Windows 8 и имело настраиваемое фоновое изображение и просмотр фотографий из Facebook, но обе функции удалены в Windows 8.1 при обновлении приложения. Оно также представляло возможность просмотра файлов с расширением .PANO и устанавливать фотографию в качестве фона «живой плитки» приложения или на экране блокировки Windows. Как для большинства других приложений, предназначенных для Windows 8, элементы управления скрыты до тех пор, пока пользователь не щёлкнет правой кнопкой мыши на экране.
В Windows 10 в интерфейсе приложения изначально использовали иконку «гамбургер», делая основные элементы управления видимыми для пользователей и позволяя им устанавливать фотографию в качестве фона рабочего стола. В отличие от большинства приложений Microsoft, разработанных специально для Windows 10 (UWP), приложение «фотографии» использовало круглые кнопки, такие как в Windows 8. Категории управления перечислены в виде кнопок в левой части приложения, а специфичные параметры редактирования перечислены в виде кнопок в правой части приложения. Представление папок и возможность редактирования альбомов были добавлены после Windows 10 1507 на основании отзывов пользователей. «Фотографии» включает все возможности «Средства просмотра фотографий Windows», кроме функции «Запись на диск». Изначально приложение имело только тёмную тему.
В обновлении, выпущенном в октябре 2016 года, иконка «гамбургер» заменена лентой, инструменты радиального редактирования заменены на боковую панель редактирования и добавлены полноэкранный просмотр, редактирование чернил для фотографий, видео светлая тема.

## Недостатки
Пользовательский интерфейс включает кнопки для вращения против и по часовой стрелке (сочетания клавиш Ctrl++ и Ctrl+- соответственно). Нажатие этих кнопок перезаписывает файл изображения (изменяя дату и метаданные Exif) без предупреждения и возможности «отменить» действие.
В интерфейсе просмотра кнопки для перемещения влево или вправо между фотографиями исчезают, если мышь не активна в течение заданного времени. Перемещение мыши обратно в приложение заставляет их снова появиться.
Приложение «Фотографии» подверглось критике за отсутствие некоторых функций, которые есть у других популярных редакторов фотографий, но оно получило несколько обновлений, включающих новые возможности и стабильность.